# Даљам
Даљам је насеље у општини Даниловград у Црној Гори. Према попису из 2003. било је 177 становника (према попису из 1991. било је 133 становника).

## Демографија
У насељу Даљам живи 142 пунолетна становника, а просечна старост становништва износи 39,2 година (38,3 код мушкараца и 40,1 код жена). У насељу има 55 домаћинстава, а просечан број чланова по домаћинству је 3,22.
Ово насеље је углавном насељено Црногорцима (према попису из 2003. године).
|  |

| Демографија | Демографија | Демографија |
| Година      | Становника  | Становника  |
| ----------- | ----------- | ----------- |
|             |             |             |
|             |             |             |
|             |             |             |
|             |             |             |
| 1948.       | 156         |             |
| 1953.       | 190         |             |
| 1961.       | 195         |             |
| 1971.       | 177         |             |
| 1981.       | 191         |             |
| 1991.       | 133         | 133         |
| 2003.       | 177         | 177         |
|             |             |             |

| Етнички састав према попису из 2003.‍ | Етнички састав према попису из 2003.‍ | Етнички састав према попису из 2003.‍ | Етнички састав према попису из 2003.‍ | Етнички састав према попису из 2003.‍ |
| ------------------------------------ | ------------------------------------ | ------------------------------------ | ------------------------------------ | ------------------------------------ |
|                                      |                                      |                                      |                                      |                                      |
| Црногорци                            | Црногорци                            |                                      | 145                                  | 81,92%                               |
| Срби                                 | Срби                                 |                                      | 29                                   | 16,38%                               |
| непознато                            | непознато                            |                                      | 0                                    | 0,0%                                 |

| Година пописа     | 1948. | 1953. | 1961. | 1971. | 1981. | 1991. | 2003. |
| ----------------- | ----- | ----- | ----- | ----- | ----- | ----- | ----- |
| Број домаћинстава | 33    | 43    | 41    | 39    | 45    | 39    | 55    |

| Број чланова      | 1  | 2 | 3  | 4  | 5 | 6 | 7 | 8 | 9 | 10 и више | Просек |
| ----------------- | -- | - | -- | -- | - | - | - | - | - | --------- | ------ |
| Број домаћинстава | 55 | 8 | 14 | 11 | 8 | 9 | 4 | 1 | 0 | 0         | 0      |

| Пол    | Укупно | Неожењен/Неудата | Ожењен/Удата | Удовац/Удовица | Разведен/Разведена | Непознато |
| ------ | ------ | ---------------- | ------------ | -------------- | ------------------ | --------- |
| Мушки  | 76     | 34               | 38           | 3              | 1                  | 0         |
| Женски | 73     | 22               | 36           | 14             | 1                  | 0         |
| УКУПНО | 149    | 56               | 74           | 17             | 2                  | 0         |

| Пол    | Укупно                    | Пољопривреда, лов и шумарство | Рибарство                            | Вађење руде и камена | Прерађивачка индустрија       |
| ------ | ------------------------- | ----------------------------- | ------------------------------------ | -------------------- | ----------------------------- |
| Мушки  | 37                        | 1                             | 0                                    | 0                    | 13                            |
| Женски | 20                        | 0                             | 0                                    | 0                    | 0                             |
| УКУПНО | 57                        | 1                             | 0                                    | 0                    | 13                            |
| Пол    | Производња и снабдевање   | Грађевинарство                | Трговина                             | Хотели и ресторани   | Саобраћај, складиштење и везе |
| Мушки  | 3                         | 0                             | 0                                    | 2                    | 6                             |
| Женски | 0                         | 0                             | 2                                    | 4                    | 0                             |
| УКУПНО | 3                         | 0                             | 2                                    | 6                    | 6                             |
| Пол    | Финансијско посредовање   | Некретнине                    | Државна управа и одбрана             | Образовање           | Здравствени и социјални рад   |
| Мушки  | 0                         | 3                             | 4                                    | 0                    | 0                             |
| Женски | 1                         | 0                             | 3                                    | 1                    | 4                             |
| УКУПНО | 1                         | 3                             | 7                                    | 1                    | 4                             |
| Пол    | Остале услужне активности | Приватна домаћинства          | Екстериторијалне организације и тела | Непознато            | Непознато                     |
| Мушки  | 2                         | 0                             | 0                                    | 3                    | 3                             |
| Женски | 5                         | 0                             | 0                                    | 0                    | 0                             |
| УКУПНО | 7                         | 0                             | 0                                    | 3                    | 3                             |